# Jacob Read
Jacob Read (Charleston, 1752 – Charleston, 1816. július 17.) az Amerikai Egyesült Államok szenátora (Dél-Karolina, 1795–1801).